# Australian Open de 2022 - Dia a dia
Estes foram os jogos realizados nas quadras mais importantes a partir do primeiro dia das chaves principais.
Células em lavanda indicam sessão noturna.

## Dia 1 (17 de janeiro)
- Cabeças de chave eliminados:
  - Simples masculino:  Cameron Norrie [12],  Lloyd Harris [30]
  - Simples feminino:  Sofia Kenin [11],  Coco Gauff [18]

Ordem dos jogos:
| Rod Laver Arena             | Rod Laver Arena        | Rod Laver Arena       | Rod Laver Arena           |
| Evento                      | Vencedor(a)/(es/as)    | Derrotado(a)/(os/as)  | Resultado                 |
| --------------------------- | ---------------------- | --------------------- | ------------------------- |
| Simples feminino – 1ª fase  | Maria Sakkari [5]      | Tatjana Maria [PR]    | 6–4, 7–62                 |
| Simples feminino – 1ª fase  | Naomi Osaka [13]       | Camila Osorio         | 6–3, 6–3                  |
| Simples masculino – 1ª fase | Rafael Nadal [6]       | Marcos Giron          | 6–1, 6–4, 6–2             |
| Simples feminino – 1ª fase  | Ashleigh Barty [1]     | Lesia Tsurenko [Q]    | 6–0, 6–1                  |
| Simples masculino – 1ª fase | Alexander Zverev [3]   | Daniel Altmaier       | 7–63, 6–1, 7–61           |
| Margaret Court Arena        |                        |                       |                           |
| Evento                      | Vencedor(a)/(es/as)    | Derrotado(a)/(os/as)  | Resultado                 |
| Simples feminino – 1ª fase  | Elina Svitolina [15]   | Fiona Ferro           | 6–1, 7–64                 |
| Simples masculino – 1ª fase | Matteo Berrettini [7]  | Brandon Nakashima     | 4–6, 6–2, 7–65, 6–3       |
| Simples feminino – 1ª fase  | Wang Qiang             | Coco Gauff [18]       | 6–4, 6–2                  |
| Simples masculino – 1ª fase | John Millman           | Feliciano López       | 6–1, 6–3, 4–6, 7–5        |
| Simples feminino – 1ª fase  | Paula Badosa [8]       | Ajla Tomljanović      | 6–4, 6–0                  |
| John Cain Arena             |                        |                       |                           |
| Evento                      | Vencedor(a)/(es/as)    | Derrotado(a)/(os/as)  | Resultado                 |
| Simples masculino – 1ª fase | Denis Shapovalov [14]  | Laslo Đere            | 7–63, 6–4, 3–6, 7–63      |
| Simples masculino – 1ª fase | Hubert Hurkacz [10]    | Egor Gerasimov        | 6–2, 7–63, 56–7, 6–3      |
| Simples feminino – 1ª fase  | Madison Keys           | Sofia Kenin [11]      | 7–62, 7–5                 |
| Kia Arena                   |                        |                       |                           |
| Evento                      | Vencedor(a)/(es/as)    | Derrotado(a)/(os/as)  | Resultado                 |
| Simples feminino – 1ª fase  | Belinda Bencic [22]    | Kristina Mladenovic   | 6–4, 6–3                  |
| Simples masculino – 1ª fase | Gaël Monfils [17]      | Federico Coria        | 6–1, 6–1, 6–3             |
| Simples masculino – 1ª fase | Sebastian Korda        | Cameron Norrie [12]   | 6–3, 6–0, 6–4             |
| Simples feminino – 1ª fase  | Barbora Krejčíková [4] | Andrea Petkovic       | 6–2, 6–0                  |
| Simples masculino – 1ª fase | Aslan Karatsev [18]    | Jaume Munar           | 3–6, 7–61, 36–7, 6–4, 6–4 |
| 1573 Arena                  |                        |                       |                           |
| Evento                      | Vencedor(a)/(es/as)    | Derrotado(a)/(os/as)  | Resultado                 |
| Simples feminino – 1ª fase  | Amanda Anisimova       | Arianne Hartono [Q]   | 2–6, 6–4, 6–3             |
| Simples masculino – 1ª fase | Karen Khachanov [28]   | Denis Kudla           | 3–6, 6–3, 6–2, 7–62       |
| Simples feminino – 1ª fase  | Nuria Párrizas Díaz    | Irina Bara [LL]       | 6–3, 6–1                  |
| Simples masculino – 1ª fase | Miomir Kecmanović      | Salvatore Caruso [LL] | 6–4, 6–2, 6–1             |

## Dia 2 (18 de janeiro)
- Cabeças de chave eliminados:
  - Simples masculino:  Nikoloz Basilashvili [21],  John Isner [22],  Ugo Humbert [29]
  - Simples feminino:  Angelique Kerber [16],  Petra Kvitová [20],  Leylah Fernandez [23]

Ordem dos jogos:
| Rod Laver Arena             | Rod Laver Arena           | Rod Laver Arena           | Rod Laver Arena          |
| Evento                      | Vencedor(a)/(es/as)       | Derrotado(a)/(os/as)      | Resultado                |
| --------------------------- | ------------------------- | ------------------------- | ------------------------ |
| Simples feminino – 1ª fase  | Garbiñe Muguruza [3]      | Clara Burel               | 6–3, 6–4                 |
| Simples feminino – 1ª fase  | Iga Świątek [7]           | Harriet Dart [Q]          | 6–3, 6–0                 |
| Simples masculino – 1ª fase | Daniil Medvedev [2]       | Henri Laaksonen           | 6–1, 6–4, 7–63           |
| Simples feminino – 1ª fase  | Aryna Sabalenka [2]       | Storm Sanders [WC]        | 5–7, 6–3, 6–2            |
| Simples masculino – 1ª fase | Stefanos Tsitsipas [4]    | Mikael Ymer               | 6–2, 6–4, 6–3            |
| Margaret Court Arena        |                           |                           |                          |
| Evento                      | Vencedor(a)/(es/as)       | Derrotado(a)/(os/as)      | Resultado                |
| Simples feminino – 1ª fase  | Rebecca Peterson          | Daria Saville [WC]        | 6–2, 6–3                 |
| Simples masculino – 1ª fase | Andrey Rublev [5]         | Gianluca Mager            | 6–3, 6–2, 6–2            |
| Simples feminino – 1ª fase  | Simona Halep [14]         | Magdalena Fręch           | 6–4, 6–3                 |
| Simples masculino – 1ª fase | Alex de Minaur [32]       | Lorenzo Musetti           | 3–6, 6–3, 6–0, 6–3       |
| Simples feminino – 1ª fase  | Emma Raducanu [17]        | Sloane Stephens           | 6–0, 2–6, 6–1            |
| John Cain Arena             |                           |                           |                          |
| Evento                      | Vencedor(a)/(es/as)       | Derrotado(a)/(os/as)      | Resultado                |
| Simples feminino – 1ª fase  | Sorana Cîrstea            | Petra Kvitová [20]        | 6–2, 6–2                 |
| Simples feminino – 1ª fase  | Anett Kontaveit [6]       | Kateřina Siniaková        | 6–2, 6–3                 |
| Simples masculino – 1ª fase | Andy Murray [WC]          | Nikoloz Basilashvili [21] | 6–1, 3–6, 6–4, 56–7, 6–4 |
| Simples masculino – 1ª fase | Nick Kyrgios              | Liam Broady [Q]           | 6–4, 6–4, 6–3            |
| Kia Arena                   |                           |                           |                          |
| Evento                      | Vencedor(a)/(es/as)       | Derrotado(a)/(os/as)      | Resultado                |
| Simples feminino – 1ª fase  | Samantha Stosur [WC]      | Robin Anderson [WC]       | 56–7, 6–3, 6–3           |
| Simples masculino – 1ª fase | Jannik Sinner [11]        | João Sousa [LL]           | 6–4, 7–5, 6–1            |
| Simples masculino – 1ª fase | Alex Molčan               | Roman Safiullin [LL]      | 6–3, 7–69, 5–7, 7–66     |
| Simples feminino – 1ª fase  | Kaia Kanepi               | Angelique Kerber [16]     | 6–4, 6–3                 |
| 1573 Arena                  |                           |                           |                          |
| Evento                      | Vencedor(a)/(es/as)       | Derrotado(a)/(os/as)      | Resultado                |
| Simples masculino – 1ª fase | Diego Schwartzman [13]    | Filip Krajinović          | 6–3, 6–4, 7–5            |
| Simples feminino – 1ª fase  | Maddison Inglis [WC]      | Leylah Fernandez [23]     | 6–4, 6–2                 |
| Simples masculino – 1ª fase | Félix Auger-Aliassime [9] | Emil Ruusuvuori           | 6–4, 0–6, 3–6, 6–3, 6–4  |
| Simples feminino – 1ª fase  | Danielle Collins [27]     | Caroline Dolehide [Q]     | 6–1, 6–3                 |

## Dia 3 (19 de janeiro)
- Cabeças de chave eliminados:
  - Simples masculino:  Hubert Hurkacz [10]
  - Simples feminino:  Belinda Bencic [22],  Sara Sorribes Tormo [32]
  - Duplas masculinas:  Marcelo Arévalo /  Jean-Julien Rojer [14]
  - Duplas femininas:  Nadiia Kichenok /  Sania Mirza [12],  Irina-Camelia Begu /  Nina Stojanović [15]

Ordem dos jogos:
| Rod Laver Arena             | Rod Laver Arena          | Rod Laver Arena          | Rod Laver Arena            |
| Evento                      | Vencedor(a)/(es/as)      | Derrotado(a)/(os/as)     | Resultado                  |
| --------------------------- | ------------------------ | ------------------------ | -------------------------- |
| Simples feminino – 2ª fase  | Paula Badosa [8]         | Martina Trevisan [Q]     | 6–0, 6–3                   |
| Simples feminino – 2ª fase  | Ashleigh Barty [1]       | Lucia Bronzetti [Q]      | 6–1, 6–1                   |
| Simples masculino – 2ª fase | Rafael Nadal [6]         | Yannick Hanfmann [Q]     | 6–2, 6–3, 6–4              |
| Simples feminino – 2ª fase  | Naomi Osaka [13]         | Madison Brengle          | 6–0, 6–4                   |
| Simples masculino – 2ª fase | Alexander Zverev [3]     | John Millman             | 6–4, 6–4, 6–0              |
| Margaret Court Arena        |                          |                          |                            |
| Evento                      | Vencedor(a)/(es/as)      | Derrotado(a)/(os/as)     | Resultado                  |
| Simples feminino – 2ª fase  | Elina Svitolina [15]     | Harmony Tan              | 6–3, 5–7, 5–1, ab.         |
| Simples masculino – 2ª fase | Denis Shapovalov [14]    | Kwon Soon-woo            | 7–66, 36–7, 66–7, 7–5, 6–2 |
| Simples feminino – 2ª fase  | Barbora Krejčíková [4]   | Wang Xiyu [WC]           | 6–2, 6–3                   |
| Simples feminino – 2ª fase  | Maria Sakkari [5]        | Zheng Qinwen [Q]         | 6–1, 6–4                   |
| Simples masculino – 2ª fase | Gaël Monfils [17]        | Alexander Bublik         | 6–1, 6–0, 6–4              |
| John Cain Arena             |                          |                          |                            |
| Evento                      | Vencedor(a)/(es/as)      | Derrotado(a)/(os/as)     | Resultado                  |
| Simples feminino – 2ª fase  | Camila Giorgi [30]       | Tereza Martincová        | 6–2, 7–62                  |
| Simples feminino – 2ª fase  | Madison Keys             | Jaqueline Cristian       | 6–2, 7–5                   |
| Simples masculino – 2ª fase | Matteo Berrettini [7]    | Stefan Kozlov [WC]       | 6–1, 4–6, 6–4, 6–1         |
| Simples masculino – 2ª fase | Adrian Mannarino         | Hubert Hurkacz [10]      | 6–4, 6–2, 6–3              |
| Kia Arena                   |                          |                          |                            |
| Evento                      | Vencedor(a)/(es/as)      | Derrotado(a)/(os/as)     | Resultado                  |
| Simples feminino – 2ª fase  | Victoria Azarenka [24]   | Jil Teichmann            | 6–1, 6–2                   |
| Simples masculino – 2ª fase | Pablo Carreño Busta [19] | Tallon Griekspoor        | 6–3, 66–7, 7–63, 3–6, 6–4  |
| Simples feminino – 2ª fase  | Amanda Anisimova         | Belinda Bencic [22]      | 6–2, 7–5                   |
| Simples masculino – 2ª fase | Aslan Karatsev [18]      | Mackenzie McDonald       | 3–6, 6–2, 6–2, 6–3         |
| 1573 Arena                  |                          |                          |                            |
| Evento                      | Vencedor(a)/(es/as)      | Derrotado(a)/(os/as)     | Resultado                  |
| Simples feminino – 2ª fase  | Marta Kostyuk            | Sara Sorribes Tormo [32] | 7–65, 6–3                  |
| Simples feminino – 2ª fase  | Jessica Pegula [21]      | Bernarda Pera            | 6–4, 6–4                   |
| Simples masculino – 2ª fase | Carlos Alcaraz [31]      | Dušan Lajović            | 6–2, 6–1, 7–5              |
| Simples masculino – 2ª fase | Cristian Garín [16]      | Pedro Martínez           | 16–7, 7–64, 2–6, 6–2, 6–2  |

## Dia 4 (20 de janeiro)
- Cabeças de chave eliminados:
  - Simples masculino:  Diego Schwartzman [13],  Grigor Dimitrov [26]
  - Simples feminino:  Garbiñe Muguruza [3],  Anett Kontaveit [6],  Elena Rybakina [12],  Emma Raducanu [17]
  - Duplas masculinas:  Nicolas Mahut /  Fabrice Martin [7],  Sander Gillé /  Joran Vliegen [11],  Andrey Golubev /  Franko Škugor [16]
  - Duplas femininas:  Darija Jurak Schreiber /  Andreja Klepač [7],  Coco Gauff /  Caty McNally [8]

Ordem dos jogos:
| Rod Laver Arena             | Rod Laver Arena               | Rod Laver Arena                        | Rod Laver Arena        |
| Evento                      | Vencedor(a)/(es/as)           | Derrotado(a)/(os/as)                   | Resultado              |
| --------------------------- | ----------------------------- | -------------------------------------- | ---------------------- |
| Simples feminino – 2ª fase  | Alizé Cornet                  | Garbiñe Muguruza [3]                   | 6–3, 6–3               |
| Simples feminino – 2ª fase  | Aryna Sabalenka [2]           | Wang Xinyu                             | 1–6, 6–4, 6–2          |
| Simples masculino – 2ª fase | Alex de Minaur [32]           | Kamil Majchrzak                        | 6–4, 6–4, 6–2          |
| Simples masculino – 2ª fase | Daniil Medvedev [2]           | Nick Kyrgios                           | 7–61, 6–4, 4–6, 6–4    |
| Simples feminino – 2ª fase  | Simona Halep [14]             | Beatriz Haddad Maia                    | 6–2, 6–0               |
| Margaret Court Arena        |                               |                                        |                        |
| Evento                      | Vencedor(a)/(es/as)           | Derrotado(a)/(os/as)                   | Resultado              |
| Simples feminino – 2ª fase  | Clara Tauson                  | Anett Kontaveit [6]                    | 6–2, 6–4               |
| Simples feminino – 2ª fase  | Maddison Inglis [WC]          | Hailey Baptiste [Q]                    | 7–64, 2–6, 6–2         |
| Simples masculino – 2ª fase | Stefanos Tsitsipas [4]        | Sebastián Báez                         | 7–61, 56–7, 6–3, 6–4   |
| Simples feminino – 2ª fase  | Danka Kovinić                 | Emma Raducanu [17]                     | 6–4, 4–6, 6–3          |
| Simples masculino – 2ª fase | Jannik Sinner [11]            | Steve Johnson                          | 6–2, 6–4, 6–3          |
| John Cain Arena             |                               |                                        |                        |
| Evento                      | Vencedor(a)/(es/as)           | Derrotado(a)/(os/as)                   | Resultado              |
| Simples feminino – 2ª fase  | Iga Świątek [7]               | Rebecca Peterson                       | 6–2, 6–2               |
| Simples masculino – 2ª fase | Taylor Fritz [20]             | Frances Tiafoe                         | 6–4, 6–3, 7–65         |
| Simples feminino – 2ª fase  | Zhang Shuai                   | Elena Rybakina [12]                    | 6–4, 1–0, ab.          |
| Simples masculino – 2ª fase | Taro Daniel [Q]               | Andy Murray [WC]                       | 6–4, 6–4, 6–4          |
| Kia Arena                   |                               |                                        |                        |
| Evento                      | Vencedor(a)/(es/as)           | Derrotado(a)/(os/as)                   | Resultado              |
| Simples masculino – 2ª fase | Andrey Rublev [5]             | Ričardas Berankis                      | 6–4, 6–2, 6–0          |
| Simples feminino – 2ª fase  | Anastasia Pavlyuchenkova [10] | Samantha Stosur [WC]                   | 6–2, 6–2               |
| Simples masculino – 2ª fase | Félix Auger-Aliassime [9]     | Alejandro Davidovich Fokina            | 7–64, 46–7, 7–65, 7–64 |
| Duplas masculinas – 1ª fase | Matthew Ebden Max Purcell     | Jonathan Erlich André Göransson        | 7–65, 6–3              |
| 1573 Arena                  |                               |                                        |                        |
| Evento                      | Vencedor(a)/(es/as)           | Derrotado(a)/(os/as)                   | Resultado              |
| Simples feminino – 2ª fase  | Danielle Collins [27]         | Ana Konjuh                             | 6–4, 6–3               |
| Simples masculino – 2ª fase | Daniel Evans [24]             | Arthur Rinderknech                     | w.o.                   |
| Simples masculino – 2ª fase | Roberto Bautista Agut [15]    | Philipp Kohlschreiber                  | 6–1, 6–0, 6–3          |
| Duplas masculinas – 1ª fase | Dane Sweeny [WC] Li Tu [WC]   | Andrey Golubev [16] Franko Škugor [16] | 5–2, ab.               |

## Dia 5 (21 de janeiro)
- Cabeças de chave eliminados:
  - Simples masculino:  Cristian Garín [16],  Aslan Karatsev [18],  Reilly Opelka [23],  Lorenzo Sonego [25],  Karen Khachanov [28],  Carlos Alcaraz [31]
  - Simples feminino:  Naomi Osaka [13],  Elina Svitolina [15],  Jeļena Ostapenko [26],  Veronika Kudermetova [28],  Camila Giorgi [30]
  - Duplas masculinas:  Nikola Mektić /  Mate Pavić [1]
  - Duplas femininas:  Samantha Stosur /  Zhang Shuai [4]
  - Duplas mistas:  Desirae Krawczyk /  Joe Salisbury [1],  Nicole Melichar-Martinez /  Robert Farah [3]

Ordem dos jogos:
| Rod Laver Arena             | Rod Laver Arena                              | Rod Laver Arena                               | Rod Laver Arena           |
| Evento                      | Vencedor(a)/(es/as)                          | Derrotado(a)/(os/as)                          | Resultado                 |
| --------------------------- | -------------------------------------------- | --------------------------------------------- | ------------------------- |
| Simples feminino – 3ª fase  | Victoria Azarenka [24]                       | Elina Svitolina [15]                          | 6–0, 6–2                  |
| Simples feminino – 3ª fase  | Barbora Krejčíková [4]                       | Jeļena Ostapenko [26]                         | 2–6, 6–4, 6–4             |
| Simples masculino – 3ª fase | Matteo Berrettini [7]                        | Carlos Alcaraz [31]                           | 6–2, 7–63, 4–6, 2–6, 7–65 |
| Simples feminino – 3ª fase  | Ashleigh Barty [1]                           | Camila Giorgi [30]                            | 6–2, 6–3                  |
| Simples masculino – 3ª fase | Rafael Nadal [6]                             | Karen Khachanov [28]                          | 6–3, 6–2, 3–6, 6–1        |
| Margaret Court Arena        |                                              |                                               |                           |
| Evento                      | Vencedor(a)/(es/as)                          | Derrotado(a)/(os/as)                          | Resultado                 |
| Simples feminino – 3ª fase  | Jessica Pegula [21]                          | Nuria Párrizas Díaz                           | 7–63, 6–2                 |
| Simples feminino – 3ª fase  | Paula Badosa [8]                             | Marta Kostyuk                                 | 6–2, 5–7, 6–4             |
| Simples masculino – 3ª fase | Denis Shapovalov [14]                        | Reilly Opelka [23]                            | 7–64, 4–6, 6–3, 6–4       |
| Simples feminino – 3ª fase  | Amanda Anisimova                             | Naomi Osaka [13]                              | 4–6, 6–3, 7–6(10–5)       |
| Simples masculino – 3ª fase | Adrian Mannarino                             | Aslan Karatsev [18]                           | 7–64, 46–7, 7–5, 6–4      |
| John Cain Arena             |                                              |                                               |                           |
| Evento                      | Vencedor(a)/(es/as)                          | Derrotado(a)/(os/as)                          | Resultado                 |
| Duplas masculinas – 2ª fase | John Peers [5] Filip Polášek [5]             | Rinky Hijikata [WC] Tristan Schoolkate [WC]   | 6–1, 3–6, 6–1             |
| Simples feminino – 3ª fase  | Maria Sakkari [5]                            | Veronika Kudermetova [28]                     | 6–4, 6–1                  |
| Duplas femininas – 2ª fase  | Magda Linette Bernarda Pera                  | Samantha Stosur [4] Zhang Shuai [4]           | 66–7, 6–1, 7–5            |
| Simples masculino – 3ª fase | Alexander Zverev [3]                         | Radu Albot [Q]                                | 6–3, 6–4, 6–4             |
| Kia Arena                   |                                              |                                               |                           |
| Evento                      | Vencedor(a)/(es/as)                          | Derrotado(a)/(os/as)                          | Resultado                 |
| Duplas femininas – 2ª fase  | Caroline Dolehide [9] Storm Sanders [9]      | Eri Hozumi Makoto Ninomiya                    | 5–7, 7–62, 7–6(10–7)      |
| Simples masculino – 3ª fase | Gaël Monfils [17]                            | Cristian Garín [16]                           | 7–64, 6–1, 6–3            |
| Duplas masculinas – 2ª fase | Dane Sweeny [WC] Li Tu [WC]                  | Treat Huey [WC] Christopher Rungkat [WC]      | 7–66, 6–4                 |
| Duplas masculinas – 2ª fase | Thanasi Kokkinakis [WC] Nick Kyrgios [WC]    | Nikola Mektić [1] Mate Pavić [1]              | 7–68, 6–3                 |
| 1573 Arena                  |                                              |                                               |                           |
| Evento                      | Vencedor(a)/(es/as)                          | Derrotado(a)/(os/as)                          | Resultado                 |
| Duplas femininas – 2ª fase  | Shuko Aoyama [2] Ena Shibahara [2]           | Lizette Cabrera [WC] Priscilla Hon [WC]       | 6–3, 6–2                  |
| Simples masculino – 3ª fase | Miomir Kecmanović                            | Lorenzo Sonego [25]                           | 6–4, 86–7, 6–2, 7–5       |
| Duplas masculinas – 2ª fase | Jason Kubler [WC] Christopher O'Connell [WC] | Nathaniel Lammons [Alt] Jackson Withrow [Alt] | 16–7, 6–4, 6–2            |

## Dia 6 (22 de janeiro)
- Cabeças de chave eliminados:
  - Simples masculino:  Andrey Rublev [5],  Roberto Bautista Agut [15],  Daniel Evans [24]
  - Simples feminino:  Anastasia Pavlyuchenkova [10],  Daria Kasatkina [25],  Tamara Zidanšek [29],  Markéta Vondroušová [31]
  - Duplas masculinas:  Juan Sebastián Cabal /  Robert Farah [4],  Ivan Dodig /  Marcelo Melo [9]
  - Duplas femininas:  Gabriela Dabrowski /  Giuliana Olmos [6],  Marie Bouzková /  Lucie Hradecká [10],  Lyudmyla Kichenok /  Jeļena Ostapenko [11],  Asia Muhammad /  Jessica Pegula [13]
  - Duplas mistas:  Nina Stojanović /  Mate Pavić [7]

Ordem dos jogos:
| Rod Laver Arena             | Rod Laver Arena                               | Rod Laver Arena                           | Rod Laver Arena         |
| Evento                      | Vencedor(a)/(es/as)                           | Derrotado(a)/(os/as)                      | Resultado               |
| --------------------------- | --------------------------------------------- | ----------------------------------------- | ----------------------- |
| Simples feminino – 3ª fase  | Danielle Collins [27]                         | Clara Tauson                              | 4–6, 6–4, 7–5           |
| Simples feminino – 3ª fase  | Kaia Kanepi                                   | Maddison Inglis [WC]                      | 2–6, 6–2, 6–0           |
| Simples masculino – 3ª fase | Stefanos Tsitsipas [4]                        | Benoît Paire                              | 6–3, 7–5, 26–7, 6–4     |
| Simples masculino – 3ª fase | Alex de Minaur [32]                           | Pablo Andújar                             | 6–4, 6–4, 6–2           |
| Simples feminino – 3ª fase  | Sorana Cîrstea                                | Anastasia Pavlyuchenkova [10]             | 6–3, 2–6, 6–2           |
| Margaret Court Arena        |                                               |                                           |                         |
| Evento                      | Vencedor(a)/(es/as)                           | Derrotado(a)/(os/as)                      | Resultado               |
| Simples feminino – 3ª fase  | Alizé Cornet                                  | Tamara Zidanšek [29]                      | 4–6, 6–4, 6–2           |
| Simples feminino – 3ª fase  | Aryna Sabalenka [2]                           | Markéta Vondroušová [31]                  | 4–6, 6–3, 6–1           |
| Simples masculino – 3ª fase | Daniil Medvedev [2]                           | Botic van de Zandschulp                   | 6–4, 6–4, 6–2           |
| Simples feminino – 3ª fase  | Iga Świątek [7]                               | Daria Kasatkina [25]                      | 6–2, 6–3                |
| Simples masculino – 3ª fase | Marin Čilić [27]                              | Andrey Rublev [5]                         | 7–5, 7–63, 3–6, 6–3     |
| John Cain Arena             |                                               |                                           |                         |
| Evento                      | Vencedor(a)/(es/as)                           | Derrotado(a)/(os/as)                      | Resultado               |
| Duplas femininas lendárias  | Cara Black Barbara Schett                     | Nicole Bradtke Rennae Stubbs              | 6–4, 6–3                |
| Simples feminino – 3ª fase  | Simona Halep [14]                             | Danka Kovinić                             | 6–2, 6–1                |
| Duplas femininas – 2ª fase  | Barbora Krejčíková [1] Kateřina Siniaková [1] | Monique Adamczak [PR] Han Xinyun [PR]     | 6–3, 6–3                |
| Simples masculino – 3ª fase | Félix Auger-Aliassime [9]                     | Daniel Evans [24]                         | 6–4, 6–1, 6–1           |
| Kia Arena                   |                                               |                                           |                         |
| Evento                      | Vencedor(a)/(es/as)                           | Derrotado(a)/(os/as)                      | Resultado               |
| Duplas masculinas – 2ª fase | Tim Pütz [6] Michael Venus [6]                | Roberto Carballés Baena Hugo Gaston       | 6–1, 6–4                |
| Simples feminino – 3ª fase  | Elise Mertens [19]                            | Zhang Shuai                               | 6–2, 6–2                |
| Simples masculino – 3ª fase | Taylor Fritz [20]                             | Roberto Bautista Agut [15]                | 6–0, 3–6, 3–6, 6–4, 6–3 |
| Simples masculino – 3ª fase | Jannik Sinner [11]                            | Taro Daniel [Q]                           | 6–4, 1–6, 6–3, 6–1      |
| 1573 Arena                  |                                               |                                           |                         |
| Evento                      | Vencedor(a)/(es/as)                           | Derrotado(a)/(os/as)                      | Resultado               |
| Duplas masculinas – 2ª fase | Simone Bolelli Fabio Fognini                  | Ivan Dodig [9] Marcelo Melo [9]           | 7–62, 6–3               |
| Duplas masculinas – 2ª fase | Matthew Ebden Max Purcell                     | Juan Sebastián Cabal [4] Robert Farah [4] | 3–6, 6–3, 7–5           |
| Duplas femininas – 2ª fase  | Danielle Collins Desirae Krawczyk             | Asia Muhammad [13] Jessica Pegula [13]    | 6–3, 7–62               |
| Duplas mistas – 1ª fase     | Zhang Shuai [2] John Peers [2]                | Andreja Klepač Joran Vliegen              | 6–1, 6–4                |
| Duplas mistas – 1ª fase     | Samantha Stosur [WC] Matthew Ebden [WC]       | Asia Muhammad Fabrice Martin              | 6–2, 7–63               |

## Dia 7 (23 de janeiro)
- Cabeças de chave eliminados:
  - Simples masculino:  Alexander Zverev [3],  Pablo Carreño Busta [19]
  - Simples feminino:  Maria Sakkari [5],  Paula Badosa [8],  Victoria Azarenka [24]
  - Duplas masculinas:  Jamie Murray /  Bruno Soares [8],  Kevin Krawietz /  Andreas Mies [12],  Ariel Behar /  Gonzalo Escobar [15]
  - Duplas femininas:  Xu Yifan /  Yang Zhaoxuan [14]

Ordem dos jogos:
| Rod Laver Arena                                | Rod Laver Arena                            | Rod Laver Arena                              | Rod Laver Arena  |
| Evento                                         | Vencedor(a)/(es/as)                        | Derrotado(a)/(os/as)                         | Resultado        |
| ---------------------------------------------- | ------------------------------------------ | -------------------------------------------- | ---------------- |
| Simples feminino – 3ª fase                     | Madison Keys                               | Paula Badosa [8]                             | 6–3, 6–1         |
| Simples feminino – 3ª fase                     | Barbora Krejčíková [4]                     | Victoria Azarenka [24]                       | 6–2, 6–2         |
| Simples masculino – 3ª fase                    | Rafael Nadal [6]                           | Adrian Mannarino                             | 7–614, 6–2, 6–2  |
| Simples feminino – 3ª fase                     | Ashleigh Barty [1]                         | Amanda Anisimova                             | 6–4, 6–3         |
| Simples masculino – 3ª fase                    | Matteo Berrettini [7]                      | Pablo Carreño Busta [19]                     | 7–5, 7–64, 6–4   |
| Margaret Court Arena                           |                                            |                                              |                  |
| Evento                                         | Vencedor(a)/(es/as)                        | Derrotado(a)/(os/as)                         | Resultado        |
| Duplas femininas – 3ª fase                     | Veronika Kudermetova [3] Elise Mertens [3] | Xu Yifan [14] Yang Zhaoxuan [14]             | 7–65, 6–4        |
| Simples feminino – 3ª fase                     | Jessica Pegula [21]                        | Maria Sakkari [5]                            | 7–60, 6–3        |
| Simples masculino – 3ª fase                    | Denis Shapovalov [14]                      | Alexander Zverev [3]                         | 6–3, 7–65, 6–3   |
| John Cain Arena                                |                                            |                                              |                  |
| Evento                                         | Vencedor(a)/(es/as)                        | Derrotado(a)/(os/as)                         | Resultado        |
| Duplas masculinas lendárias                    | Mark Philippoussis Pat Rafter              | Wayne Ferreira Sam Groth                     | 6–3, 6–4         |
| Duplas masculinas – 3ª fase                    | John Peers [5] Filip Polášek [5]           | Kevin Krawietz [12] Andreas Mies [12]        | 6–1, 6–2         |
| Duplas masculinas – 3ª fase                    | Tim Pütz [6] Michael Venus [6]             | Jason Kubler [WC] Christopher O'Connell [WC] | w.o.             |
| Duplas masculinas – 3ª fase                    | Marcel Granollers [3] Horacio Zeballos [3] | Pablo Andújar Pedro Martínez                 | 7–5, 7–5         |
| Simples masculino – 3ª fase                    | Gaël Monfils [17]                          | Miomir Kecmanović                            | 7–5, 7–64, 6–3   |
| Kia Arena                                      |                                            |                                              |                  |
| Evento                                         | Vencedor(a)/(es/as)                        | Derrotado(a)/(os/as)                         | Resultado        |
| Duplas femininas – 3ª fase                     | Anna Danilina Beatriz Haddad Maia          | Aliona Bolsova Ulrikke Eikeri                | 3–6, 6–4, 7–65   |
| Simples feminino cadeirante – Quartas de final | Diede de Groot [1]                         | Dana Mathewson                               | 6–2, 6–1         |
| Simples masculino – 3ª fase                    | Thanasi Kokkinakis [WC] Nick Kyrgios [WC]  | Ariel Behar [15] Gonzalo Escobar [15]        | 6–4, 4–6, 6–4    |
| Simples tetraplégico – Quartas de final        | Dylan Alcott [1]                           | Niels Vink                                   | 16–7, 6–4, 6–2   |
| 1573 Arena                                     |                                            |                                              |                  |
| Evento                                         | Vencedor(a)/(es/as)                        | Derrotado(a)/(os/as)                         | Resultado        |
| Simples feminino juvenil – 1ª fase             | Taylah Preston [WC}                        | Patricija Paukštytė                          | 6–2, 6–1         |
| Simples masculino juvenil – 1ª fase            | Jaden Weekes                               | Cooper Errey [WC]                            | 7–5, 7–64        |
| Simples feminino juvenil – 1ª fase             | Meshkatolzahra Safi                        | Anja Nayar [Q]                               | 6–4, 6–3         |
| Simples feminino juvenil – 1ª fase             | Amélie Šmejkalová                          | Catherine Aulia [WC]                         | 6–4, 3–6, 6–0    |
| Simples masculino juvenil – 1ª fase            | Dino Prižmić [14]                          | Alec Braund [WC]                             | 6–1, 6–1         |
| Duplas femininas juvenis – 1ª fase             | Mia Kupres Ranha Akua Stoiber              | Carolina Kuhl Tijana Sretenović              | 4–6, 6–3, [10–7] |

## Dia 8 (24 de janeiro)
- Cabeças de chave eliminados:
  - Simples masculino:  Taylor Fritz [20],  Marin Čilić [27],  Alex de Minaur [32]
  - Simples feminino:  Aryna Sabalenka [2],  Simona Halep [14],  Elise Mertens [19]
  - Duplas masculinas:  Raven Klaasen /  Ben McLachlan [13]
  - Duplas femininas:  Alexa Guarachi /  Nicole Melichar-Martinez [5],  Viktória Kužmová /  Vera Zvonareva [16]
  - Duplas mistas:  Alexa Guarachi /  Tim Pütz [4]

Ordem dos jogos:
| Rod Laver Arena                     | Rod Laver Arena                                    | Rod Laver Arena                          | Rod Laver Arena         |
| Evento                              | Vencedor(a)/(es/as)                                | Derrotado(a)/(os/as)                     | Resultado               |
| ----------------------------------- | -------------------------------------------------- | ---------------------------------------- | ----------------------- |
| Simples feminino – 4ª fase          | Danielle Collins [27]                              | Elise Mertens [19]                       | 4–6, 6–4, 6–4           |
| Simples feminino – 4ª fase          | Alizé Cornet                                       | Simona Halep [14]                        | 6–4, 3–6, 6–4           |
| Simples masculino – 4ª fase         | Jannik Sinner [11]                                 | Alex de Minaur [32]                      | 7–63, 6–3, 6–4          |
| Simples masculino – 4ª fase         | Stefanos Tsitsipas [4]                             | Taylor Fritz [20]                        | 4–6, 6–4, 4–6, 6–3, 6–4 |
| Margaret Court Arena                |                                                    |                                          |                         |
| Evento                              | Vencedor(a)/(es/as)                                | Derrotado(a)/(os/as)                     | Resultado               |
| Duplas femininas – 3ª fase          | Caroline Dolehide [9] Storm Sanders [9]            | Marta Kostyuk Dayana Yastremska          | 6–4, 6–4                |
| Duplas mistas – 2ª fase             | Lucie Hradecká Gonzalo Escobar                     | Giuliana Olmos Marcelo Arévalo           | 6–4, 6–4                |
| Simples masculino – 4ª fase         | Daniil Medvedev [2]                                | Maxime Cressy                            | 6–2, 7–64, 46–7, 7–5    |
| Simples feminino – 4ª fase          | Iga Świątek [7]                                    | Sorana Cîrstea                           | 5–7, 6–3, 6–3           |
| Simples feminino – 4ª fase          | Kaia Kanepi                                        | Aryna Sabalenka [2]                      | 5–7, 6–2, 7–6(10–7)     |
| John Cain Arena                     |                                                    |                                          |                         |
| Evento                              | Vencedor(a)/(es/as)                                | Derrotado(a)/(os/as)                     | Resultado               |
| Duplas masculinas – 3ª fase         | Wesley Koolhof [10] Neal Skupski [10]              | Marcos Giron Kwon Soon-woo               | 6–3, 6–4                |
| Duplas masculinas – 3ª fase         | Rajeev Ram [2] Joe Salisbury [2]                   | Dane Sweeny [WC] Li Tu [WC]              | 6–4, 6–4                |
| Simples masculino – 4ª fase         | Félix Auger-Aliassime [9]                          | Marin Čilić [27]                         | 2–6, 7–67, 6–2, 7–64    |
| Kia Arena                           |                                                    |                                          |                         |
| Evento                              | Vencedor(a)/(es/as)                                | Derrotado(a)/(os/as)                     | Resultado               |
| Duplas femininas lendárias          | Cara Black Rennae Stubbs                           | Nicole Bradtke Barbara Schett            | 6–2, 3–6, [10–7]        |
| Duplas masculinas – 3ª fase         | Matthew Ebden Max Purcell                          | Raven Klaasen [13] Ben McLachlan [13]    | 7–63, 6–3               |
| Duplas femininas – 3ª fase          | Barbora Krejčíková [1] Kateřina Siniaková [1]      | Danielle Collins Desirae Krawczyk        | 6–4, 6–4                |
| Duplas mistas – 2ª fase             | Jaimee Fourlis [WC] Jason Kubler [WC]              | Samantha Stosur [WC] Matthew Ebden [WC]  | 3–6, 7–5, [11–9]        |
| 1573 Arena                          |                                                    |                                          |                         |
| Evento                              | Vencedor(a)/(es/as)                                | Derrotado(a)/(os/as)                     | Resultado               |
| Simples masculino juvenil – 2ª fase | Constantinos Koshis                                | Jeremy Jin [WC]                          | 6–4, 6–2                |
| Simples feminino juvenil – 2ª fase  | Charlotte Kempenaers-Pocz                          | Sara Saito [WC]                          | 6–2, 6–3                |
| Duplas masculinas juvenis – 1ª fase | Jeremy Jin [WC] Edward Winter [WC]                 | Gerard Campana Lee [5] Lautaro Midón [5] | 2–6, 6–4, [13–11]       |
| Duplas femininas juvenis – 1ª fase  | Charlotte Kempenaers-Pocz [WC] Taylah Preston [WC] | Ana Candiotto Li Yu-yun                  | 6–1, 1–6, [10–6]        |

## Dia 9 (25 de janeiro)
- Cabeças de chave eliminados:
  - Simples masculino:  Denis Shapovalov [14],  Gaël Monfils [17]
  - Simples feminino:  Barbora Krejčíková [4],  Jessica Pegula [21]
  - Duplas masculinas:  John Peers /  Filip Polášek [5]
  - Duplas mistas:  Ena Shibahara /  Ben McLachlan [8]

Ordem dos jogos:
| Rod Laver Arena                      | Rod Laver Arena                             | Rod Laver Arena                            | Rod Laver Arena         |
| Evento                               | Vencedor(a)/(es/as)                         | Derrotado(a)/(os/as)                       | Resultado               |
| ------------------------------------ | ------------------------------------------- | ------------------------------------------ | ----------------------- |
| Duplas masculinas lendárias          | Sam Groth Pat Rafter                        | Wayne Ferreira Mark Philippoussis          | 6–4, 2–6, [10–7]        |
| Simples feminino – Quartas de final  | Madison Keys                                | Barbora Krejčíková [4]                     | 6–3, 6–2                |
| Simples masculino – Quartas de final | Rafael Nadal [6]                            | Denis Shapovalov [14]                      | 6–3, 6–4, 4–6, 3–6, 6–3 |
| Simples feminino – Quartas de final  | Ashleigh Barty [1]                          | Jessica Pegula [21]                        | 6–2, 6–0                |
| Simples masculino – Quartas de final | Matteo Berrettini [7]                       | Gaël Monfils [17]                          | 6–4, 6–4, 3–6, 3–6, 6–2 |
| Margaret Court Arena                 |                                             |                                            |                         |
| Evento                               | Vencedor(a)/(es/as)                         | Derrotado(a)/(os/as)                       | Resultado               |
| Duplas femininas – Quartas de final  | Shuko Aoyama [2] Ena Shibahara [2]          | Petra Martić Shelby Rogers                 | 6–1, 6–4                |
| Duplas masculinas – Quartas de final | Marcel Granollers [3] Horacio Zeballos [3]  | John Peers [5] Filip Polášek [5]           | 7–65, 6–4               |
| Duplas mistas – Quartas de final     | Jaimee Fourlis [WC] Jason Kubler [WC]       | Sania Mirza Rajeev Ram                     | 6–4, 7–65               |
| Duplas mistas – Quartas de final     | Lucie Hradecká Gonzalo Escobar              | Makoto Ninomiya [Alt] Aisam-ul-Haq Qureshi | 7–5, 7–5                |
| Kia Arena                            |                                             |                                            |                         |
| Evento                               | Vencedor(a)/(es/as)                         | Derrotado(a)/(os/as)                       | Resultado               |
| Simples tetraplégico – Semifinais    | Dylan Alcott [1]                            | Andy Lapthorne                             | 6–3, 6–0                |
| Duplas femininas – Quartas de final  | Anna Danilina Beatriz Haddad Maia           | Rebecca Peterson Anastasia Potapova        | 4–6, 7–5, 6–3           |
| Duplas masculinas – Quartas de final | Thanasi Kokkinakis [WC] Nick Kyrgios [WC]   | Tim Pütz [6] Michael Venus [6]             | 7–5, 3–6, 6–3           |
| Duplas mistas – Quartas de final     | Zhang Shuai [2] John Peers [2]              | Ena Shibahara [8] Ben McLachlan [8]        | 6–4, 6–4                |
| Duplas mistas – Quartas de final     | Kristina Mladenovic [5] Ivan Dodig [5]      | Erin Routliffe Michael Venus               | 6–4, 6–2                |
| 1573 Arena                           |                                             |                                            |                         |
| Evento                               | Vencedor(a)/(es/as)                         | Derrotado(a)/(os/as)                       | Resultado               |
| Simples masculino juvenil – 2ª fase  | Bruno Kuzuhara [1]                          | Edward Winter [WC]                         | 7–5, 6–1                |
| Simples feminino juvenil – 2ª fase   | Sofia Costoulas [8]                         | Meshkatolzhara Safi                        | 6–0, 6–2                |
| Duplas femininas juvenis – 2ª fase   | Ekaterina Khayrutdinova Aruzhan Sagandikova | Michaela Laki Dimitra Pavlou               | 6–3, 6–3                |
| Duplas masculinas juvenis – 2ª fase  | Niccolò Ciavarelli Daniele Minighini        | Jeremy Jin [WC] Edward Winter [WC]         | 6–4, 6–2                |

## Dia 10 (26 de janeiro)
- Cabeças de chave eliminados:
  - Simples masculino:  Félix Auger-Aliassime [9],  Jannik Sinner [11]
  - Duplas masculinas:  Wesley Koolhof /  Neal Skupski [10]
  - Duplas femininas:  Caroline Dolehide /  Storm Sanders [9]
  - Duplas mistas:  Zhang Shuai /  John Peers [2]

Ordem dos jogos:
| Rod Laver Arena                      | Rod Laver Arena                               | Rod Laver Arena                                | Rod Laver Arena           |
| Evento                               | Vencedor(a)/(es/as)                           | Derrotado(a)/(os/as)                           | Resultado                 |
| ------------------------------------ | --------------------------------------------- | ---------------------------------------------- | ------------------------- |
| Simples feminino – Quartas de final  | Danielle Collins [27]                         | Alizé Cornet                                   | 7–5, 6–1                  |
| Simples feminino – Quartas de final  | Iga Świątek [7]                               | Kaia Kanepi                                    | 4–6, 7–62, 6–3            |
| Simples masculino – Quartas de final | Stefanos Tsitsipas [4]                        | Jannik Sinner [11]                             | 6–3, 6–4, 6–2             |
| Simples masculino – Quartas de final | Daniil Medvedev [2]                           | Félix Auger-Aliassime [9]                      | 46–7, 3–6, 7–62, 7–5, 6–4 |
| Duplas mistas – Semifinais           | Jaimee Fourlis [WC] Jason Kubler [WC]         | Lucie Hradecká Gonzalo Escobar                 | 2–6, 7–62, [10–6]         |
| Margaret Court Arena                 |                                               |                                                |                           |
| Evento                               | Vencedor(a)/(es/as)                           | Derrotado(a)/(os/as)                           | Resultado                 |
| Duplas femininas – Quartas de final  | Veronika Kudermetova [3] Elise Mertens [3]    | Kirsten Flipkens [PR] Sara Sorribes Tormo [PR] | 6–3, 6–4                  |
| Duplas masculinas – Quartas de final | Rajeev Ram [2] Joe Salisbury [2]              | Simone Bolelli Fabio Fognini                   | 6–3, 6–2                  |
| Duplas mistas – Semifinais           | Kristina Mladenovic [5] Ivan Dodig [5]        | Zhang Shuai [2] John Peers [2]                 | 1–6, 7–5, [10–2]          |
| Kia Arena                            |                                               |                                                |                           |
| Evento                               | Vencedor(a)/(es/as)                           | Derrotado(a)/(os/as)                           | Resultado                 |
| Duplas mistas lendárias              | Wayne Ferreira Barbara Schett                 | Nicole Bradtke Sam Groth                       | 6–3, 6–2                  |
| Duplas masculinas – Quartas de final | Matthew Ebden Max Purcell                     | Wesley Koolhof [10] Neal Skupski [10]          | 3–6, 6–4, 7–6(10–6)       |
| Duplas femininas – Quartas de final  | Barbora Krejčíková [1] Kateřina Siniaková [1] | Caroline Dolehide [9] Storm Sanders [9]        | 6–2, 7–63                 |

## Dia 11 (27 de janeiro)
- Cabeças de chave eliminados:
  - Simples feminino:  Iga Świątek [7]
  - Duplas masculinas:  Rajeev Ram /  Joe Salisbury [2],  Marcel Granollers /  Horacio Zeballos [3]
  - Duplas femininas:  Shuko Aoyama /  Ena Shibahara [2] /  Veronika Kudermetova /  Elise Mertens [3]

Ordem dos jogos:
| Rod Laver Arena                | Rod Laver Arena                               | Rod Laver Arena                            | Rod Laver Arena   |
| Evento                         | Vencedor(a)/(es/as)                           | Derrotado(a)/(os/as)                       | Resultado         |
| ------------------------------ | --------------------------------------------- | ------------------------------------------ | ----------------- |
| Duplas femininas – Semifinais  | Anna Danilina Beatriz Haddad Maia             | Shuko Aoyama [2] Ena Shibahara [2]         | 6–4, 5–7, 6–4     |
| Duplas masculinas – Semifinais | Thanasi Kokkinakis [WC] Nick Kyrgios [WC]     | Marcel Granollers [3] Horacio Zeballos [3] | 7–64, 6–4         |
| Simples tetraplégico – Final   | Sam Schröder [2]                              | Dylan Alcott [1]                           | 7–5, 6–0          |
| Simples feminino – Semifinais  | Ashleigh Barty [1]                            | Madison Keys                               | 6–1, 6–3          |
| Simples feminino – Semifinais  | Danielle Collins [27]                         | Iga Świątek [7]                            | 6–4, 6–1          |
| Margaret Court Arena           |                                               |                                            |                   |
| Evento                         | Vencedor(a)/(es/as)                           | Derrotado(a)/(os/as)                       | Resultado         |
| Duplas mistas lendárias        | Cara Black Pat Rafter                         | Mark Philippoussis Rennae Stubbs           | 7–65, 3–6, [10–8] |
| Duplas femininas – Semifinais  | Barbora Krejčíková [1] Kateřina Siniaková [1] | Veronika Kudermetova [3] Elise Mertens [3] | 6–2, 6–3          |
| Duplas masculinas – Semifinais | Matthew Ebden Max Purcell                     | Rajeev Ram [2] Joe Salisbury [2]           | 6–3, 7–69         |

## Dia 12 (28 de janeiro)
- Cabeças de chave eliminados:
  - Simples masculino:  Stefanos Tsitsipas [4],  Matteo Berrettini [7]

Ordem dos jogos:
| Rod Laver Arena                        | Rod Laver Arena                         | Rod Laver Arena                       | Rod Laver Arena     |
| Evento                                 | Vencedor(a)/(es/as)                     | Derrotado(a)/(os/as)                  | Resultado           |
| -------------------------------------- | --------------------------------------- | ------------------------------------- | ------------------- |
| Duplas mistas – Final                  | Kristina Mladenovic [5] Ivan Dodig [5]  | Jaimee Fourlis [WC] Jason Kubler [WC] | 6–3, 6–4            |
| Simples masculino – Semifinais         | Rafael Nadal [6]                        | Matteo Berrettini [7]                 | 6–2, 6–2, 3–6, 6–3  |
| Simples masculino – Semifinais         | Daniil Medvedev [2]                     | Stefanos Tsitsipas [4]                | 7–65, 4–6, 6–4, 6–1 |
| Margaret Court Arena                   |                                         |                                       |                     |
| Evento                                 | Vencedor(a)/(es/as)                     | Derrotado(a)/(os/as)                  | Resultado           |
| Simples masculino juvenil – Semifinais | Bruno Kuzuhara [1]                      | Adolfo Daniel Vallejo [3]             | 7–62, 6–3           |
| Simples feminino juvenil – Semifinais  | Sofia Costoulas [8]                     | Charlotte Kempenaers-Pocz             | 6–4, 6–1            |
| Simples feminino juvenil – Semifinais  | Petra Marčinko [1]                      | Liv Hovde [13]                        | 6–4, 4–6, 6–4       |
| Duplas femininas juvenis – Final       | Clervie Ngounoue [1] Diana Shnaider [1] | Kayla Cross Victoria Mboko            | 6–4, 6–3            |
| Duplas masculinas juvenis – Final      | Bruno Kuzuhara [2] Coleman Wong [2]     | Alex Michelsen Adolfo Daniel Vallejo  | 6–3, 7–63           |

## Dia 13 (29 de janeiro)
- Cabeças de chave eliminados:
  - Simples feminino:  Danielle Collins [27]

Ordem dos jogos:
| Rod Laver Arena                   | Rod Laver Arena                           | Rod Laver Arena           | Rod Laver Arena |
| Evento                            | Vencedor(a)/(es/as)                       | Derrotado(a)/(os/as)      | Resultado       |
| --------------------------------- | ----------------------------------------- | ------------------------- | --------------- |
| Simples feminino juvenil – Final  | Petra Marčinko [1]                        | Sofia Costoulas [8]       | 7–5, 6–1        |
| Simples masculino juvenil – Final | Bruno Kuzuhara [1]                        | Jakub Menšík [4]          | 7–65, 66–7, 7–5 |
| Duplas masculinas – Final         | Ashleigh Barty [1]                        | Danielle Collins [27]     | 6–3, 7–62       |
| Simples feminino – Final          | Thanasi Kokkinakis [WC] Nick Kyrgios [WC] | Matthew Ebden Max Purcell | 7–5, 6–4        |

## Dia 14 (30 de janeiro)
- Cabeças de chave eliminados:
  - Simples masculino:  Daniil Medvedev [2]

Ordem dos jogos:
| Rod Laver Arena           | Rod Laver Arena                               | Rod Laver Arena                   | Rod Laver Arena          |
| Evento                    | Vencedor(a)/(es/as)                           | Derrotado(a)/(os/as)              | Resultado                |
| ------------------------- | --------------------------------------------- | --------------------------------- | ------------------------ |
| Duplas femininas – Final  | Barbora Krejčíková [1] Kateřina Siniaková [1] | Anna Danilina Beatriz Haddad Maia | 36–7, 6–4, 6–4           |
| Simples masculino – Final | Rafael Nadal [6]                              | Daniil Medvedev [2]               | 2–6, 56–7, 6–4, 6–4, 7–5 |